# Jean-Paul Rappeneau
Jean-Paul Rappeneau (ur. 8 kwietnia 1932 w Auxerre) – francuski reżyser i scenarzysta filmowy.

## Życiorys
Swoją karierę w filmie zaczął jako asystent reżysera i scenarzysta. Pracował m.in. dla Louisa Malle'a przy filmach Zazie w metrze (1960) i Życie prywatne (1962). Za scenariusz do kasowego hitu Człowiek z Rio (1964) Philippe'a de Broki był nominowany do Oscara.
Pierwszym filmem, do którego Rappeneau nie tylko napisał scenariusz, ale też go wyreżyserował, było Życie zamku (1966) z Catherine Deneuve w roli głównej. Pomimo sukcesu, zwieńczonego Nagrodą Louisa Delluca, następny jego film powstał dopiero po pięciu latach. Było to Małżonkowie roku drugiego (1971), w którym w role małżonków wcielili się Jean-Paul Belmondo i Marlène Jobert.
Od 1975 Rappeneau pisał już scenariusze wyłącznie do filmów przez siebie reżyserowanych. Główne role w obydwu powstałych wtedy obrazach - Samotnik (1975) oraz Cały ogień i blask (1982) - zagrał Yves Montand.
Największe uznanie - zarówno we Francji, jak i poza jej granicami - Rappeneau zdobył dzięki brawurowej adaptacji sztuki Edmonda Rostanda pt. Cyrano de Bergerac (1990) z wybitną rolą Gérarda Depardieu. Tę jedną z najdroższych francuskich produkcji filmowych wszech czasów nagrodzono wieloma cennymi nagrodami, m.in. 10 Cezarami, Złotym Globem dla najlepszego filmu nieanglojęzycznego i Oscarem za kostiumy (zdobył łącznie 5 nominacji).
Kolejne filmy reżysera - Huzar (1995) i Bon voyage (2003) - spotkały się również z entuzjastycznym przyjęciem. Pierwszy z nich był ekranizacją powieści Jeana Giono z Juliette Binoche i Olivierem Martinezem w rolach głównych. Drugi zaś to komedia szpiegowska z gwiazdorską obsadą z Isabelle Adjani na czele. Film był oficjalnym francuskim kandydatem do Oscara dla najlepszego filmu nieanglojęzycznego.
Zasiadał w jury konkursu głównego na 44. MFF w Cannes (1991).

## Filmografia

### reżyser
- 1966: Życie zamku (La vie de château)
- 1971: Małżonkowie roku drugiego (Les mariés de l'an deux)
- 1975: Samotnik (Le sauvage)
- 1982: Cały ogień i blask (Tout feu, tout flamme)
- 1990: Cyrano de Bergerac
- 1995: Huzar (Le hussard sur le toit)
- 2003: Bon voyage
- 2015: Zacne rodziny (Belles familles)